# Artūrs Šilovs
Artūrs Šilovs (* 22. března 2001 Riga) je profesionální lotyšský hokejový brankář, který aktuálně působí ve farmářském klubu Abbotsford Canucks v American Hockey League (AHL).

## Hráčská kariéra
S hokejem začínal v rodném městě v klubu HS Rīga. Sezónu 2019/20 strávil v zámoří v klubu Barrie Colts v Ontarijské hokejové lize. Ve vstupním draftu 2019 byl draftován v 6. kole jako 156. celkově klubem Vancouver Canucks. V srpnu 2019 podepsal s Vancouverem vstupní nováčkovskou smlouvu. Svého debutu v NHL se dočkal 16. února 2023 v zápase proti New York Rangers.

## Statistiky

### Klubové statistiky
| 2018–19     | HK Rīga              | MHL         | 7  | 3  | 4  | 342  | 14  | 1 | 92.00 | 2.45 | —  | — | — | —   | —  | — | —     | —    |
| 2018–19     | HS Rīga              | LHL         | 20 | 8  | 11 | 1103 | 60  | 2 | 91.40 | 3.26 | —  | — | — | —   | —  | — | —     | —    |
| 2019–20     | Barrie Colts         | OHL         | 36 | 16 | 13 | 2030 | 131 | 1 | 89.10 | 3.87 | —  | — | — | —   | —  | — | —     | —    |
| 2020–21     | HS Rīga              | LHL         | 2  | 0  | 1  | 124  | 9   | 0 | 92.30 | 4.34 | —  | — | — | —   | —  | — | —     | —    |
| 2020–21     | HK Mogo              | LHL         | 4  | 2  | 2  | 234  | 10  | 0 | 89.90 | 2.56 | —  | — | — | —   | —  | — | —     | —    |
| 2020–21     | Manitoba Moose       | AHL         | 1  | 0  | 1  | 58   | 2   | 0 | 92.20 | 2.07 | —  | — | — | —   | —  | — | —     | —    |
| 2021–22     | Abbotsford Canucks   | AHL         | 10 | 3  | 6  | 542  | 28  | 1 | 88.80 | 3.10 | —  | — | — | —   | —  | — | —     | —    |
| 2021–22     | Trois-Rivières Lions | ECHL        | 10 | 6  | 3  | 609  | 24  | 1 | 92.00 | 2.37 | —  | — | — | —   | —  | — | —     | —    |
| 2022–23     | Abbotsford Canucks   | AHL         | 44 | 26 | 12 | 2554 | 104 | 4 | 90.90 | 2.44 | 2  | 1 | 1 | 126 | 6  | 0 | 91.40 | 2.85 |
| 2022–23     | Vancouver Canucks    | NHL         | 5  | 3  | 2  | 306  | 14  | 0 | 90.80 | 2.75 | —  | — | — | —   | —  | — | —     | —    |
| 2023–24     | Abbotsford Canucks   | AHL         | 34 | 16 | 11 | 2015 | 92  | 4 | 90.70 | 2.74 | —  | — | — | —   | —  | — | —     | —    |
| 2023–24     | Vancouver Canucks    | NHL         | 4  | 3  | 0  | 243  | 10  | 0 | 88,10 | 2.47 | 10 | 5 | 5 | 598 | 29 | 1 | 89.80 | 2.91 |
| NHL celkově | NHL celkově          | NHL celkově | 9  | 6  | 2  | 549  | 24  | 0 | 89.80 | 2.62 | 10 | 5 | 5 | 598 | 29 | 1 | 89.80 | 2.91 |

### Reprezentační statistiky
| Rok                       | Tým                       | Soutěž                    |    | Z | V | P   | Čas | OG | ČK    | Úsp% | POG |
| ------------------------- | ------------------------- | ------------------------- | -- | - | - | --- | --- | -- | ----- | ---- | --- |
| 2018                      | Lotyšsko 18               | MS-18 (D1)                | 2  | 2 | 0 | 120 | 2   | 0  | 96.00 | 1.00 |     |
| 2019                      | Lotyšsko 18               | MS-18                     | 5  | 1 | 4 | 271 | 15  | 1  | 91.80 | 3.32 |     |
| 2022                      | Lotyšsko                  | MS                        | 4  | 2 | 2 | 196 | 4   | 0  | 95.2  | 1.22 |     |
| 2023                      | Lotyšsko                  | MS                        | 10 | 7 | 3 | 605 | 22  | 1  | 92.1  | 2.20 |     |
| Seniorská kariéra celkově | Seniorská kariéra celkově | Seniorská kariéra celkově | 14 | 9 | 5 | 801 | 26  | 1  | 93.65 | 1.71 |     |